# 石岡来望
石岡 来望（いしおか くるみ、2003年11月21日 - ）は、青森県出身の、日本の柔道選手。階級は63kg級。身長165㎝。組み手は左組み。血液型O型。得意技は背負投。

## 経歴
柔道は3歳の時に五所川原柔道少年団で始めた。小学校5年の時に全国小学生学年別柔道大会40㎏超級で3位になった。五所川原第一中学2年の時に全国中学校柔道大会の63㎏級で2位となった。創志学園高校へ進むと、2年の時に全国高校選手権で優勝した。3年の時にはインターハイで優勝、全日本ジュニアで2位になった。
2022年に環太平洋大学へ進学すると、1年の時には世界ジュニアの個人戦で5位だったが、団体戦で優勝した。2年の時に学生体重別で2位になった。3年の時には優勝大会と体重別団体で2位だった。4年の時には全日本選手権の準々決勝で同じ63㎏級の選手である日本エースサポートの谷岡成美を袈裟固で破るも、準決勝で78㎏級の選手である大阪府警の田中伶奈に有効で敗れるが3位になった。優勝大会では決勝の明治国際医療大学戦で敗れるも、チームは優勝した。

## 戦績
- 2014年 -　全国小学生学年別柔道大会　3位(40㎏超級)
- 2017年 -　全国中学校柔道大会　2位
- 2021年 -　全国高校選手権　優勝
- 2021年 -　インターハイ　優勝
- 2021年　- 全日本ジュニア　2位
- 2022年 -　オーストリアジュニア国際　優勝
- 2022年 -　優勝大会　3位
- 2022年　- 世界ジュニア　個人戦　5位　団体戦　優勝
- 2022年 -　体重別団体　3位
- 2023年 -　ベルギー国際　ジュニアの部　優勝　シニアの部　3位
- 2023年 -　学生体重別　2位
- 2023年 -　体重別団体　3位
- 2024年 -　優勝大会　2位
- 2024年 -　体重別団体　2位
- 2025年 -　全日本選手権 3位
- 2025年 -　優勝大会　優勝

(出典JudoInside.com)